# História do Cristianismo (livro de Paul Johnson)
História do Cristianismo (título original inglês: A History of Christianity) é um estudo de 1976 da história do  Cristianismo pelo historiador britânico Paul Johnson. O autor pretende apresentar uma história abrangente e factual da religião cristã, de seus primórdios como uma seita judaica até seu papel no mundo secularizado moderno.
A obra caracteriza-se pela monumentalidade (517 páginas densas na edição original, expandidas para 955 páginas na edição em box brasileira), abrangência enciclopédica e imparcialidade. Se por um lado não é apologética, não pretendendo converter ninguém ao cristianismo, tampouco é uma obra anticristã, de crítica ao Cristianismo ou ao sentimento religioso como um todo. Embora seja um católico, autor de uma “biografia” de Jesus Cristo, Johnson não esconde as “falhas, deficiências e distorções institucionais” (perseguição aos judeus e hereges, caça às bruxas, guerras de religião, apoio ao nazismo, etc.) da história do Cristianismo, a ponto de precisar lembrar, no epílogo, que, não obstante essas distorções, “não é por acaso que todas as implantações da liberdade pelo mundo têm, em última análise, uma origem cristã”. O Cristianismo “fornece uma esperança. É um agente civilizador. [...] Oferece vislumbres de liberdade real.
No Prólogo, Johnson escreve:

Durante esses dois milênios o Cristianismo se mostrou, talvez, mais influente em moldar o destino humano do que qualquer outra filosofia institucional, mas existem agora sinais de que seu período de supremacia está chegando ao fim, convidando assim a uma retrospectiva e um balanço. O Cristianismo é essencialmente uma religião histórica. Baseia suas alegações nos fatos históricos que afirma. Se esses fatos são demolidos, não resta nada. Um cristão com fé nada tem a temer dos fatos."
A narrativa começa com  Paulo de Tarso a caminho da Antioquia para Jerusalém, provavelmente em 49 d.C., a fim de se encontrar com os seguidores remanescentes de Jesus.

## Conteúdo
Parte 1. Ascensão e resgate da seita de Jesus (50 a.C - 250 d.C.) Discute o mundo cultural judaico romano, o Concílio de Jerusalém, os essênios, São João Batista, a evidência textual de Jesus, o ministério e os ensinamentos de Jesus, sua crucificação e aparições pós-ressurreição, a ascensão da Igreja, São Paulo, os zelotes, a queda de Jerusalém, Valentino, Marcião, Irineu, Tertuliano, Orígenes, predominância vindoura da Igreja Romana e do bispo de Roma.
Parte 2. De mártires a inquisidores (250 a 450 d.C.) – A perseguição de Diocleciano, a conversão de Constantino, primeira Igreja oficial, Arianismo, Pelagianismo, São Jerônimo, Santo Ambrósio, Santo Agostinho.
Parte 3. Senhores mitrados e ícones coroados (450 a 1054) – Queda do Império Romano do Ocidente, Cristianismo da Idade das Trevas, monasticismo, relíquias cristãs, ascensão do papado, era carolíngia, Igreja Ortodoxa Oriental.
Parte 4. A sociedade total e seus inimigos (1054 a 1500) – Apogeu do Papado, teologia da Idade Média, sociedade cristã total, pagamento de penitência, corrupção da Igreja, Cruzadas, revoltas milenaristas, Inocêncio III, São Francisco de Assis.
Parte 5. A Terceira Força (1500 a 1648) – Reforma e Contrarreforma, com ênfase no pensador humanista Erasmo.
Parte 6. Fé, razão e desrazão (1648 a 1870) – O conflito do Cristianismo com o Iluminismo, início do recuo da Sociedade Cristã total, Pascal, Voltaire, Protestantismo, Revolução Francesa, ressurgimento do Papado.
Parte 7. Povos quase escolhidos (1500 a 1910) – Missionários cristãos, conversão da América Latina, Cristianismo do Leste Asiático, São Francisco Xavier, Alessandro Valignano, perseguição ao Cristianismo japonês, Cristianismo norte-americano, trabalho missionário do século XIX, Cristianismo africano.
Parte 8. O Nadir do triunfalismo (1870 a 1975) – Papado Moderno, Modernidade, Cristianismo e Segunda Guerra Mundial, Nazismo, declínio da Igreja no Ocidente, Concílio Vaticano II, Humanae Vitae.